# 長井律子
長井 律子（ながい りつこ、1975年6月23日 - ）は、東京都出身の日本のタレント、女優。主に1990年代中期から2000年代初頭にかけて活動。活動当時はスターダストプロモーションに所属していた。

## 来歴・人物
身長163cm、血液型O型。
12歳の時から約8年間アメリカ合衆国で生活し、南カリフォルニア大学国際経営学部に入学。日本語の他に英語・中国語（台湾語）にも堪能なトライリンガルの国際派タレントとして、ドラマ・CM・DJその他の分野で活動した。

## 出演

### テレビドラマ
- たたかうお嫁さま（1995年、日本テレビ）
- 春のドラマドラマスペシャル『プロデューサーになりたい』（1997年4月4日、TBS）
- ママチャリ刑事 第3話（1999年、TBS）
- shin-D『OLポリス』（2000年8月、日本テレビ） - 井原恭子 役
- shin-D『OLポリス2〜コギャルポリス編〜』（2001年1月、日本テレビ）
- D-TODAY『OLポリス』（2001年10月、日本テレビ）

### テレビ番組
- 特命リサーチ200X（1996年 - 1999年、日本テレビ） - オペレーター役
- NBA FAST BREAK（1996年 - 1998年、テレビ朝日）
- U・S（1998年、日本テレビ）
- トマプレ（1999年 - 2000年、テレビ神奈川）
- harajukuロンチャーズ（2000年 - 、テレビ朝日） - 香港的夢・国際派女優への道
- ダヴィンチの予言（2001年、テレビ朝日）
- 世にも奇妙な物語（フジテレビ）

### 映画
- ブラックマスク 武神黒侠（2001年、香港映画）

### CM
- KDD 企業CM「クリスマス」篇（1995年） - 伊東四朗と共演。
- カネボウ（1996年）
- 富士写真フイルム デジタルカメラ（1996年）
- 第一パン
- テンプスタッフ 企業CM（2000年）
- サンスター Ora2（2000年）
- サントリーウイスキー - KONISHIKIと共演。

### ラジオ番組
- SMOOTH DAYBREAK（1998年 - 1999年、J-WAVE）
- OMEGA AFTER THE SUNSET（2000年 - 、FM横浜） - 2代目アシスタントナビゲーター